# El show de Scooby-Doo y Scrappy-Doo (1980-1983)
La segunda versión de El show de Scooby-Doo y Scrappy-Doo corresponde a la quinta serie del dibujo animado de Hanna-Barbera Scooby-Doo. Su primer episodio fue mostrado el 8 de noviembre de 1980, y tuvo tres temporadas en la cadena de televisión ABC como un programa de media hora que mostraba tres cortos de siete minutos cada uno. Formó parte de The Richie Rich/Scooby-Doo Show entre 1980 y 1982, y de The Scooby-Doo/Scrappy-Doo/Puppy Hour entre 1982 y 1983.
Se produjeron 33 episodios de media hora cada uno (13 en 1980–1981, 7 en 1981 – 1982 y 13 en 1982 – 1983). 86 de los 99 cortos mostraban a Scooby-Doo, su sobrino Scrappy-Doo y Shaggy; los otros 13 son episodios de un segmento llamado Scrappy and Yabba-Doo.

## Análisis general
Aunque hoy en día algunos fanáticos de Scooby-Doo creen que la incorporación de Scrappy-Doo hizo que el programa decayera, su participación durante la temporada 1979–1980 (ver El show de Scooby-Doo y Scrappy-Doo (1979-1980)) le dio al programa la audiencia necesaria para mantenerse al aire. Para la temporada 1980-1981, el programa estuvo totalmente basado en una fórmula más cómica.
En tres segmentos de 7 minutos cada uno, Scooby, Scrappy y Shaggy vivían cómicas aventuras junto a fuerzas sobrenaturales "reales". Fred, Daphne y Vilma desaparecieron al igual que el aspecto de misterio del programa. Estos nuevos episodios fueron mostrados como parte de The Richie Rich/Scooby-Doo Show, y repeticiones de los episodios de 1979–1980 fueron mostradas junto con los nuevos. Los nuevos episodios de Scooby y Scrappy mostraron a Don Messick como la voz de Scrappy en vez de Lennie Weinrib.
Debido a las masivas huelgas de animadores, solo fueron producidos siete episodios de media hora (21 segmentos) para la temporada 1981-1982. Para llenar el vacío, Hanna-Barbera juntó antiguos episodios bajo el nombre Scooby-Doo Classics.
La temporada 1982–1983 trajo una coproducción de Hanna-Barbera y Ruby-Spears, The Scooby-Doo/Scrappy-Doo/Puppy Hour. Hanna-Barbera produjo nuevos episodios de El show de Scooby-Doo y Scrappy-Doo, donde mostraban a Scooby, Scrappy y Shaggy viajando por el país bajo el nombre "Fearless Detective Agency", tratando de resolver misterios (muchos de los cuales eran creados por criminales comunes y corrientes), y Ruby-Spears produjo los episodios de The Puppy's New Adventures, presentando el nuevo personaje Petey el cachorro. Además, Hanna-Barbera creó un segmento llamado Scrappy and Yabba-Doo', donde Scrappy-Doo vivía aventuras en el oeste junto a su tío Yabba-Doo, y el amo de Yabba-Doo, Deputy Dusty.

## Guía de episodios deThe Richie Rich/Scooby-Doo Show

### Primera temporada: (1980-1981)
Nota: Solo los segmentos de El show de Scooby-Doo y Scrappy-Doo en The Richie Rich/Scooby-Doo Show están puestos aquí.
| # y título del episodio                                                                                      | Primera emisión         |
| --- | ----------------------- |
| 1.1: "A Close Encounter With A Strange Kind" 1.2: "A Fit Night Out For Bats" 1.3: "The Chinese Food Factory" | 8 de noviembre de 1980  |
| 1.4: "Scooby's Desert Dilemma" 1.5: "The Old Cat and Mouse Game" 1.6: "Stowaways"                            | 15 de noviembre de 1980 |
| 1.7: "Mummy's the Word" 1.8: "Hang in There, Scooby" 1.9: "Stuntman Scooby"                                  | 22 de noviembre de 1980 |
| 1.10: "Scooby's Three Ding-A-Ling Circus" 1.11:"Scooby's Fantastic Island" 1.12:"Long John Scrappy"          | 29 de noviembre de 1980 |
| 1.13: "Scooby's Bull Fright" 1.14: "Scooby Ghosts West" 1.15: "A Bungle in the Jungle"                       | 6 de diciembre de 1980  |
| 1.16: "Scooby's Fun Zone" 1.17: "Swamp Witch" 1.18: "Sir Scooby and the Black Knight"                        | 13 de diciembre de 1980 |
| 1.19: "Waxworld" 1.20: "Scooby in Wonderland" 1.21: "Scrappy's Birthday"                                     | 20 de diciembre de 1980 |
| 1.22: "South Seas Scare" 1.23: "Scooby"s Swiss Miss" 1.24: "Alaskan King Coward"                             | 27 de diciembre de 1980 |
| 1.25: "Et Tu, Scoob?" 1.26: "Soggy Bog Scooby" 1.27: "Scooby Gumbo"                                          | 3 de enero de 1981      |
| 1.28: "Way Out Scooby" 1.29: "Strongman Scooby" 1.30: "Moonlight Madness"                                    | 10 de enero de 1981     |
| 1.31: "Dog Tag Scooby" 1.32: "Scooby at the Center of the World" 1.33: "Scooby's Trip to Ahz"                | 17 de enero de 1981     |
| 1.34: "A Fright At the Opera" 1.35: "Robot Ranch" 1.36: "Surprised Spies"                                    | 24 de enero de 1981     |
| 1.37: "The Invasion of the Scooby Snatchers" 1.38: "Scooby Dooby Guru" 1.39: "Scooby and the Bandit"         | 31 de enero de 1981     |

### Segunda temporada: (1981-1982)
Nota: Solo los segmentos de El show de Scooby-Doo y Scrappy-Doo en The Richie Rich/Scooby-Doo Show están puestos aquí.
| # y título del episodio                                                                    | Primera emisión          |
| ------------------------------------------------------------------------------------------ | ------------------------ |
| 2.1: "Scooby Nocchio" 2.2: "Lighthouse Keeper Scooby" 2.3: "Scooby's Roots"                | 19 de septiembre de 1981 |
| 2.4: "Scooby's Escape From Atlantis" 2.5: "Excalibur Scooby" 2.6: "Scooby Saves the World" | 26 de septiembre de 1981 |
| 2.7: "Scooby Dooby Goo" 2.8: "Rickshaw Scooby" 2.9: "Scooby's Luck of the Irish"           | 3 de octubre de 1981     |
| 2.10: "Backstage Scooby" 2.11: "Scooby's House of Mystery" 2.12: "Sweet Dreams Scooby"     | 10 de octubre de 1981    |
| 2.13: "Scooby-Doo 2000" 2.14: "Punk Rock Scooby" 2.15: "Canine to Five"                    | 17 de octubre de 1981    |
| 2.16: "Hardhat Scooby" 2.17: "Hothouse Scooby" 2.18: "Pigskin Scooby"                      | 24 de octubre de 1981    |
| 2.19: "Sopwith Scooby" 2.20: "Tenderbigfoot" 2.21: "Scooby and the Beanstalk"              | 31 de octubre de 1981    |

Tras la primera emisión de los episodios el 31 de octubre, se repitieron los episodios de la primera temporada junto a los de la segunda.

## Guía de episodios deThe Scooby-Doo/Scrappy-Doo/Puppy Hour
Nota: Solo los segmentos de El show de Scooby-Doo y Scrappy-Doo y Scrappy and Yabba-Doo en The Scooby-Doo/Scrappy-Doo/Puppy Hour son puestos aquí. El tercer episodio de cada día corresponde a Scrappy and Yabba-Doo.
| # y título del episodio                                                                         | Primera emisión          |
| ----------------------------------------------------------------------------------------------- | ------------------------ |
| 3.1: "The Maltese Mackerel" 3.2: "Dumb Waiter Caper" 3.3: "Yabba's Hustle Rustle"               | 25 de septiembre de 1982 |
| 3.4: "Catfish Burglar Caper" 3.5: "The Movie Monster Menace" 3.6: "Mine Your Own Business"      | 2 de octubre de 1982     |
| 3.7: "Super Teen Shaggy" 3.8: "Basketball Bumblers" 3.9: "Tragic Magic"                         | 9 de octubre de 1982     |
| 3.10: "Beauty Contest Caper" 3.11: "Stakeout at the Takeout" 3.12: "Runaway Scrappy"            | 16 de octubre de 1982    |
| 3.13: "Who's Scooby-Doo?" 3.14: "Double Trouble Date" 3.15: "Slippery Dan the Escape Man"       | 23 de octubre de 1982    |
| 3.16: "Cable Car Caper" 3.17: "Muscle Trouble" 3.18: "The Low-Down Showdown"                    | 30 de octubre de 1982    |
| 3.19: "The Comic Book Caper" 3.20: "The Misfortune Teller" 3.21: "The Vild Vest Vampire"        | 6 de noviembre de 1982   |
| 3.22: "A Gem of a Case" 3.23: "From Bad to Curse" 3.24: "Tumbleweed Derby"                      | 13 de noviembre de 1982  |
| 3.25: "Disappearing Car Caper" 3.26: "Scooby-Doo and Genie-Poo" 3.27: "Law and Disorder"        | 20 de noviembre de 1982  |
| 3.28: "Close Encounters of the Worst Kind" 3.29: "Captain Canine Caper" 3.30: "Alien Schmalien" | 27 de noviembre de 1982  |
| 3.31: "The Incredible Cat Lady Caper" 3.32: "Picnic Poopers" 3.33: "Go East Young Pardner"      | 4 de diciembre de 1982   |
| 3.34: "One Million Years Before Lunch" 3.35: "Where's the Werewolf?" 3.36: "Up a Crazy River"   | 11 de diciembre de 1982  |
| 3.37: "The Hoedown Showdown" 3.38: "Snow Job Too Small" 3.39: "Bride And Gloom"                 | 18 de diciembre de 1982  |